# Da Boom Crew
Da Boom Crew ist eine US-amerikanisch-kanadische Zeichentrickserie von Bruce W. Smith. Ungewöhnlich für eine Zeichentrickserie brach Kids' WB die Erstausstrahlung 2004 vorzeitig ab, neun Folgen zeigte erst der britische Ableger von Cartoon Network in darauffolgenden Jahr. Die deutsche Fassung lief zehn Jahre später erstmals auf dem Bezahlfernsehsender Your Family Entertainment, vom 1. bis zum 13. Mai 2017 folgte die Free-TV-Premiere auf RiC.

## Handlung
Vier Pflegekinder entwickeln ein Videospiel bei dem die Helden gegen außerirdische Monster kämpfen und Boom-Carts finden müssen, spezielle Energie-Disc. Als ihre Playstation explodiert werden sie durch ein Portal in dieses Spiel und somit in eine Parallelwelt gezogen. Um wieder zurück in ihre Welt zu kommen, müssen sie ihre verschwundenen Spielemodule wiederfinden und den außerirdischen Imperator Scorch aufhalten, indem sie Boom Cards einsammeln.
Sie reisen nun in einem alten Raumschiff durch die Galaxie und begegnen auf einem Planeten Kommandant Blurp, der bisher vergeblich gegen Scorch gekämpft und mittlerweile resigniert hat. Die Da Boom Crew hilft ihm gegen Monster zu kämpfen und auf seinen Heimat-Planeten zurückzugelangen, wodurch er sein Selbstbewusstsein wiedererlangt und den Kids zum Dank ein paar nützlich Dinge schenkt. So bekommt Jubei von ihm ein Hoverboard, Ricki bekommt den Roboter Dent an ihre Seite gestellt, Nate erhält ein maßgefertigtes Sterneschwert und für Captain Justin hat Blurp ein neues Raumschiff. Von nun an begleitet er die Gruppe bei ihren Abenteuern.
Auf ihrem Weg die verlorenen Boom-Cards zu finden gelangt die Da Boom Crew in einem Dorf, wo sie auf einen Außerirdischen trifft. Von ihm erfahren sie, dass das dies einst ein fruchtbares Land land war, aber jetzt nur noch eine Wüste, weil sie ihren Beschützer, den „großen Protektor“ erzürnt haben. Die Aliens bitten die Crew, dem „großen Protektor“ um Entschuldigung bitten und ihm als Opfergabe einen Korb mit Früchten zu bringen, den der Bewohnen ihnen nun übergibt. Die Da Boom Crew nimmt die Herausforderung an, da sie hoffen auch gleich die nächste Boom-Card zu finden. Der „große Protektor“ ist eine riesige Statue, die die erklimmen müssen. Hier treffen sie auf Hetra, die ihre Gestalt verändern kann und die böse ältere Schwester von Headlocks ist, dem Handlanger von Imperator Scorch. Der „großen Protektor“ stellt sich nun als riesiger Roboter heraus, der von Hetra gesteuert werden kann. Deshalb zerstören sie die Statue und vertreiben damit Hetra von dem Planeten. Die Kids setzen die gefundene Boom-Card dafür ein, den Planeten wieder fruchtbar zu machen.
Die Crew reist weiter und gelang nun zu einem Planeten voller Schrott. Um ihr Schiff zu reparieren benötigen sie ein paar Ersatzteile, doch sie erhalten hier wenig Hilfe von den Bewohnern. Erst als sie helfen gegen die Monster zu kämpfen, die den Planeten bedrohen, erhalten sie sich die nötigen Ersatzteile. Auf der Suche nach der nächsten Boom Cards reist die Crew nun von einem Planten zum anderen und landen dabei auf dem Planeten Gaffa, wo sie von bösartigen Larviten angegriffen werden. So erleben die Kids ein Abenteuer nach dem anderen und als sie fast alle Boom Cards eingesammelt haben, gelingt es Scorch sie ihnen zu stehen und somit die ganze Energie auf seine dunkle Seite zu ziehen, was den Frieden zwischen den Planeten gefährdet! Doch die Da Boom Crew setzt alles daran die Cars zurückzuholen und damit den Frieden wieder herzustellen.

## Hintergrund
Die Serie wurde nach dreizehn Folgen abgesetzt und endet auf einem Cliffhanger.

## Charaktere
Justin – Der Anführer und General der Crew, der Schulterpolster und Ellbogenschützer trägt. Seine Waffen sind zwei Laserpistolen und eine Armschleuder.
Nate – Der Schiffspilot der Crew, Justins jüngerer Bruder und seine rechte Hand. Er ist der Kleinste und Jüngste in der Gruppe, hat kurzes braunes Haar und trägt ein hellblaues Oberteil und blaue Jeans. Er bezeichnet sich selbst als „Big Daddy Nate“ und hat Höhenangst. Sein Arsenal ist ein Laserschwert, das ihm die Yo-Diggians als Belohnung für seine Hilfe bei der Rettung von Commander Blurp gegeben haben.
Jubei – Ein Hoverboard-Fahrer. Er ist Justins Freund, der eine Schirmmütze trägt, mit einer Laser-Schrotflinte bewaffnet und ein treffsicherer Scharfschütze ist. Wenn er jedoch einen Schuss verfehlt, nennt er es „Kiki Popo“. Er ist offenbar japanischer Abstammung.
Ricki – Ein rothaariges Mädchen und Wunderkind, das Gadgets entwickelt und damit zum Genie der Crew wird. Sie trägt eine rote Trainingsjacke mit passenden Jogginghosen, graue Wanderschuhe und ein blaues Armband am linken Handgelenk. Ihre Haare hat sie zu zwei Zöpfen hochgesteckt. Sie ist eine Expertin für alles Mechanische und zeigt bei der Beschreibung von Dingen ein umfangreiches Wissen. Sie kämpft mit einem Metallstab, hat aber Angst vor Wasser und ist in Justin verliebt.
Dent – Ein empfindungsfähiger Roboter, den Ricki geschenkt bekommen hat, nachdem sie geholfen hatte, Commander Blurp zu retten. Er ähnelt einem Flachbildschirmcomputer mit einem hohlen, zylindrischen Metallkörper, hat zwei Roboterarme und bewegt sich auf einem kleinen Satz Räder fort. Er spricht nicht, zeigt aber eine überdurchschnittliche menschliche Intelligenz und kommuniziert mit einer Reihe von Pieptönen. Auf dem Bildschirm wird ein digitales Gesicht angezeigt, der seine Stimmung darstellen kann.
„Großer Kommandant“ Blurp – Ehemaliger Kriegskommandant des Planeten Yodiggity im Krieg gegen Scorch. Er sagt, er sei ein mutiger Kommandant, aber seine Taten sprechen eine andere Sprache.
Scorch – Er möchte die Galaxie erobern, indem er die Boom Cards sammelt.
Headlock – Zorchs Legionär. Er trägt eine Kuppel auf dem Kopf, weil er ungewöhnlich klein ist. Der Name seines Assistenten ist Gerone.
Hetra – Headlocks böse ältere Schwester. Sie und Commander Blurp wurden vom selben Mentor ausgebildet.

## Synchronisation
| Rolle  | Englischer Sprecher | Deutscher Sprecher  |
| ------ | ------------------- | ------------------- |
| Justin | Jordan Francis      | Sabine Mièl Fischer |
| Nate   | Jascha Washington   |                     |
| Jubei  | Mitchell Eisner     | Ute Moje            |
| Ricki  | Melanie Tonello     |                     |
| Scorch | Morris Day          |                     |
| Jerome | Jerome Benton       |                     |
| Namdra | Tony Rosato         |                     |

## Episoden
| Nr. (ges.) | Nr. (St.) | Deutscher Titel                      | Originaltitel                           | Erstausstrahlung USA | Deutschsprachige Erstausstrahlung (D) |
| ---------- | --------- | ------------------------------------ | --------------------------------------- | -------------------- | ------------------------------------- |
| 1          | 1         | Es beginnt mit einem Knall           | Droppin’ Da Bomb / It’s Not Just A Game | 11. Sept. 2004       | 24. Mai 2014                          |
| 2          | 2         | Die Unfreiheits-Statue               | Statue Of Limitations                   | 18. Sept. 2004       | 25. Mai 2014                          |
| 3          | 3         | Frosch-Tag Nachmittag                | Frogday Afternoon                       | 1. Okt. 2004         | 26. Mai 2014                          |
| 4          | 4         | Schrott-Planet                       | Junk Planet                             | 25. Sept. 2004       | 27. Mai 2014                          |
| 5          | 5         | Kopfgeld                             | Wanted!                                 | 5. Mai 2017          | 28. Mai 2014                          |
| 6          | 6         | Meister der Angst                    | Boom Vs. Doom                           | 6. Mai 2017          | 29. Mai 2014                          |
| 7          | 7         | Die Buh Crew                         | The Boo!                                | 7. Mai 2017          | 30. Mai 2014                          |
| 8          | 8         | Baby-Boom                            | Baby Boom                               | 8. Mai 2017          | 31. Mai 2014                          |
| 9          | 9         | Der Eisplanet                        | Ice Ice Planet                          | 9. Mai 2017          | 1. Juni 2014                          |
| 10         | 10        | Der rote Korsar                      | The Crimson Raider                      | 10. Mai 2017         | 2. Juni 2014                          |
| 11         | 11        | Die legendäre Omazaza                | The Legendary Meemawzazar               | 11. Mai 2017         | 3. Juni 2014                          |
| 12         | 12        | Die Stunde der Dunkelheit, Teil Eins | The Hour Of The Clipse: Part 1          | 12. Mai 2017         | 4. Juni 2014                          |
| 13         | 13        | Die Stunde der Dunkelheit, Teil Zwei | The Hour Of The Clipse: Part 2          | 13. Mai 2017         | 5. Juni 2014                          |